# Themistoclesia smithiana
Themistoclesia smithiana là một loài thực vật có hoa trong họ Thạch nam. Loài này được (Standl.) Sleumer miêu tả khoa học đầu tiên năm 1941.